# Kraftca
Il Kraftca è un Ro-Ro appartenente alla compagnia di navigazione Transfennica.

## Servizio
Varato il 10 giugno 2006 nel cantiere navale Stocznia Szczecinska Nowa di Stettino con il nome di Kraftca e consegnato il 30 novembre successivo alla Transfennica, prende servizio a dicembre nei collegamenti merci nel Mar Baltico.
Nel 2014 viene dotato di scrubber.

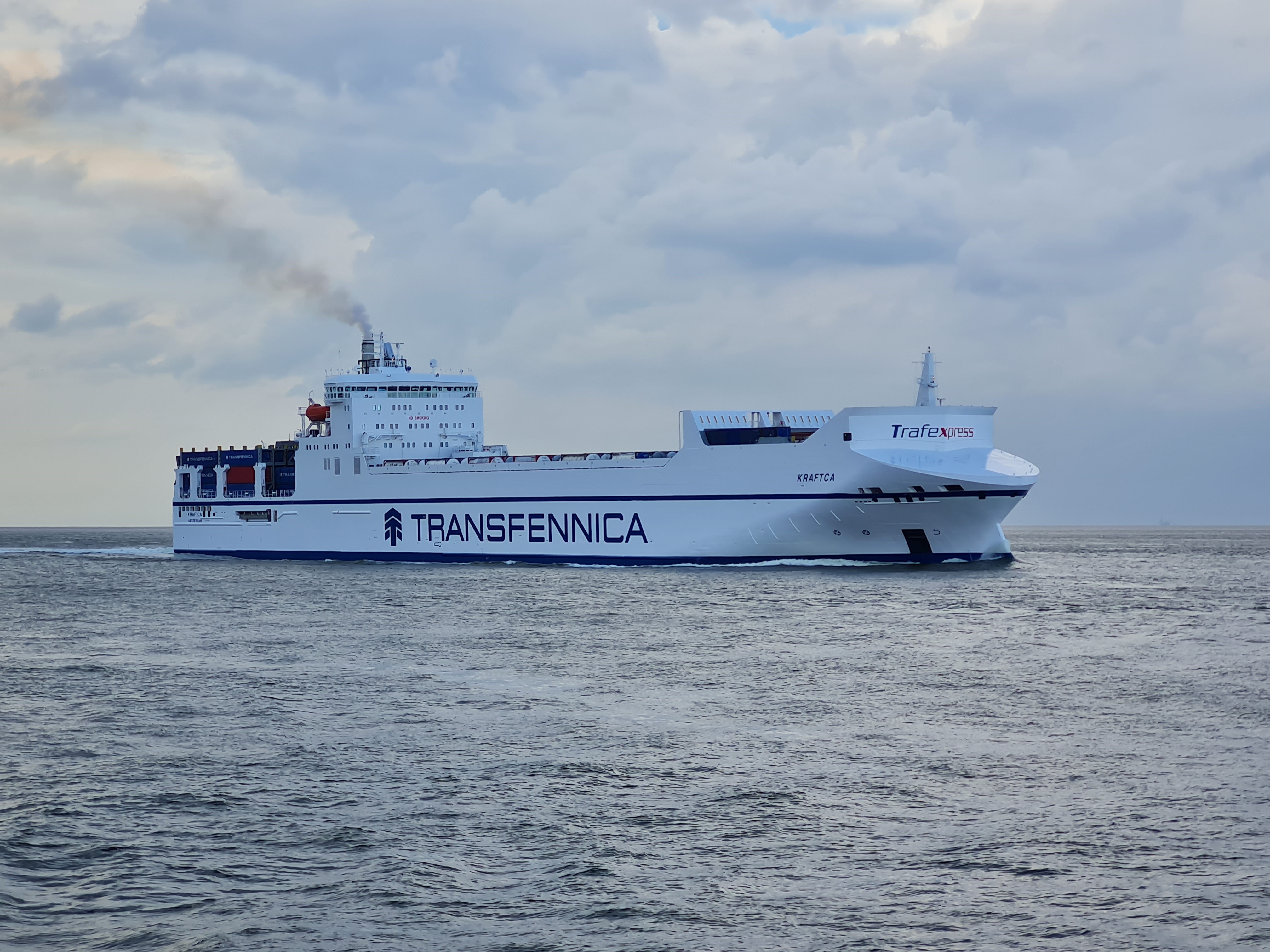
Il Kraftca in navigazione verso Cuxhaven nel 2021.

Nel maggio del 2025 viene noleggiato alla CoTuNav e prende servizio nei collegamenti tra Tunisi, Livorno, Genova e Marsiglia.

## Navi gemelle
- Timca
- Genca
- Trica
- Pulpca
- Plyca